# Posto Telegráfico de Voadeira
O Posto Telegráfico de Voadeira é um posto telegráfico em Barra do Garças, Mato Grosso. Teve sua obra iniciada em 1905 como parte de um programa governamental para a criação das Linhas Telegráficas Estratégicas de Mato Grosso ao Amazonas sob incumbência de Marechal Rondon, tendo sido terminado em 1920. Esta é a primeira construção em toda a região e foi a base para o desenvolvimento da cidade. O posto permaneceu na ativa até o final dos anos 1960, sendo tombado pelo IPHAN no final dos anos 90 como patrimônio histórico de Mato Grosso. Está em processo de restauração desde 2023.
Esses postos de comunicação foram construídos pela Comissão liderada pelo Marechal Cândido Rondon, no início do século XX. Intitulada "Comissão Construtora de Linhas Telegráficas de Mato Grosso ao Amazonas", tinha como intuito  ligar Cuiabá a Santo Antônio do Rio Madeira via meio de comunicação (telégrafo). Geralmente, essas edificações são o marco inicial da presença dos colonizadores nas cidades ondes estão localizados, sendo o primeiro acampamento ali construído. Por isso, são de grande importância histórica para as cidades e mesmo para o estado do Mato Grosso.
Ao todo, foram construídos 24 postos telegráficos no trecho em questão. As edificações simples possuem paredes de adobe, com esteios de madeira de lei (geralmente, piúva ou aroeira).